# Heyno Sobbe

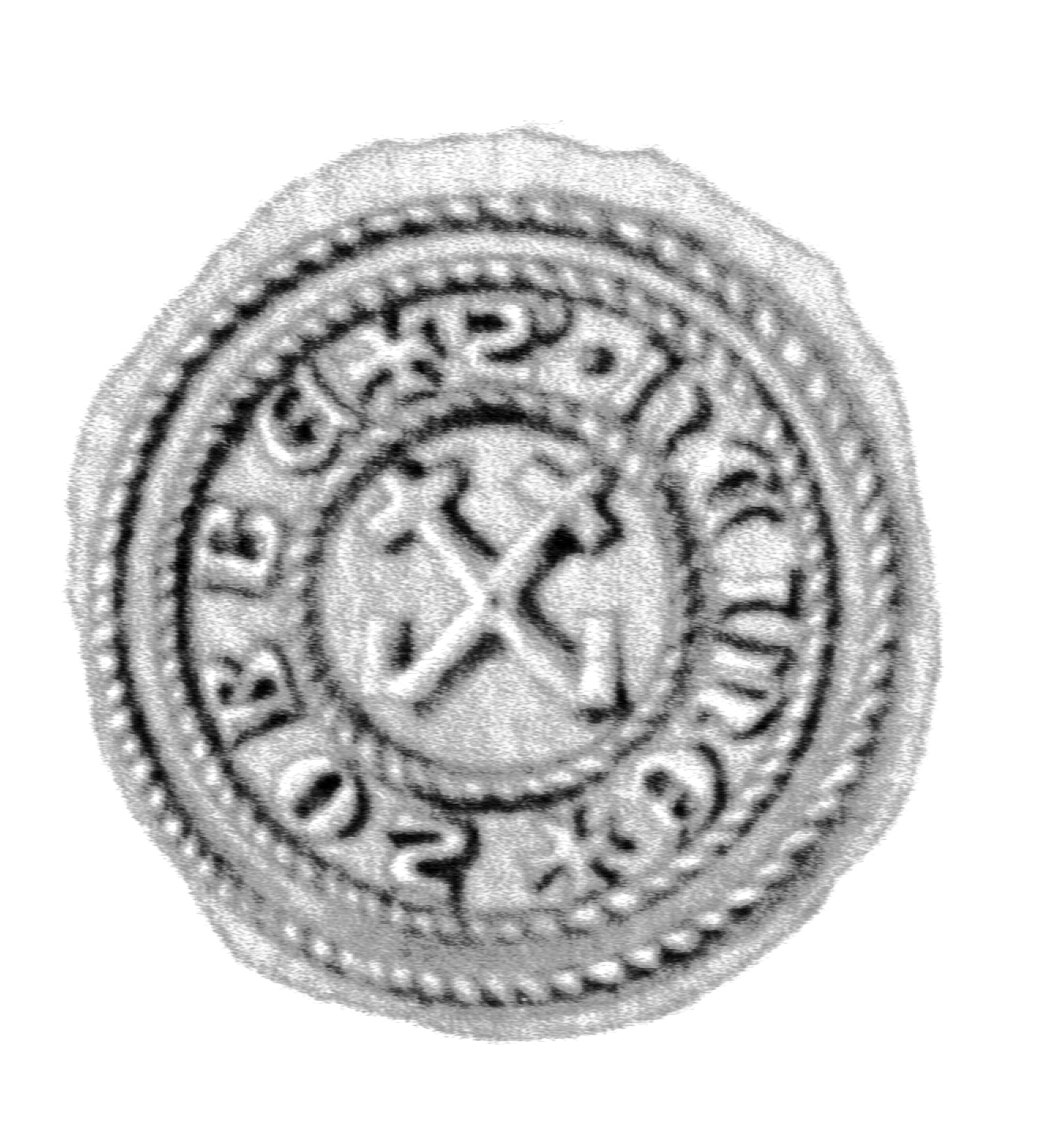
Siegel des Heyno Sobbe mit seiner Hausmarke (um 1414)

Heyno Sobbe (* in Lübeck; † 11. Juni 1416 ebenda) war ein deutscher Goldschmied.

## Leben
Heyno Sobbe war Sohn eines Lübecker Bürgers gleichen Namens. Er gehörte bereits seit 1405 zum harten Kern der gegen den Alten Rat des Jahres 1408 aufbegehrenden Bürger der Stadt. Er gehörte dem Finanzkomitee, der Unterhandlungskommission und dem Ausschuss zur Wahl des Neuen Rats an. Vor dem Reichshofgericht in Heidelberg vertrat er 1407 die Bürgerschaft der Stadt. Er ist nur in den Jahren 1410 bis 1412 als Ratsherr im Neuen Rat nachweisbar und vertrat die Stadt am 13. Dezember 1410 bei den Verhandlungen mit den wendischen Städten und dem Abschluss des Münzrezesses des Wendischen Münzvereins. In Testamenten Lübecker Bürger wird er 1410–1412 mehrfach als Urkundszeuge aufgeführt. 1415 gehörte er zu der Gruppe von Bürgern, die sich mit dem Neuen Rat über eine an König Sigismund zu sendende Gesandtschaft zu verständigen hatten. 1416, als die Rückkehr des Alten Rates absehbar wurde, organisierte er erfolglos einen Handwerkeraufstand, um dies zu verhindern. Auf Ansuchen der kaiserlichen Gesandten wurde er inhaftiert und am 11. Juni 1416 in Lübeck hingerichtet.
Sobbe bewohnte von 1402 bis 1407 das Haus Königstraße 72, welches seine Frau als Ehegut eingebracht hatte, und ab 1407 das Haus Königstraße 107; ihm gehörte je ein Baumgarten vor dem Hüxtertor und vor dem Holstentor.